# Finále Grand Prix IAAF 1993
9. Finále Grand Prix IAAF – lehkoatletický závod, který se odehrál 10. září roku 1993 v Londýně. 

## Výsledky

### Muži
| Disciplína      | 1. místo           | Výkon    | 2. místo           | Výkon    | 3. místo        | Výkon    |
| Běh na 200 m    | Frankie Fredericks | 20,34    | John Regis         | 20,34    | Michael Johnson | 20,41    |
| Běh na 400 m    | David Grindley     | 44,81    | Butch Reynolds     | 44,96    | Quincy Watts    | 45,06    |
| Běh na 1500 m   | Noureddine Morceli | 3:31,60  | Abdi Bile          | 3:34,65  | Matthew Yates   | 3:35,04  |
| Běh na 5000 m   | Ismael Kirui       | 13:23,26 | Richard Chelimo    | 13:24,30 | Stéphane Franke | 13:25,36 |
| 3000 m překážek | Patrick Sang       | 8:15,53  | Moses Kiptanui     | 8:15,66  | Julius Kariuki  | 8:16,26  |
| 110 m překážek  | Colin Jackson      | 13,14    | Tony Jarrett       | 13,35    | Mark McKoy      | 13,36    |
| Skok o tyči     | Sergej Bubka       | 6,05 m   | Grigorij Jegorov   | 5,90 m   | Maxim Tarasov   | 5,80 m   |
| Skok daleký     | Mike Powell        | 8,54 m   | Ivajlo Mladenov    | 8,20 m   | Tony Barton     | 8,12 m   |
| Hod diskem      | Lars Riedel        | 64,90 m  | Anthony Washington | 64,62 m  | Jürgen Schult   | 64,12 m  |

### Ženy
| Disciplína     | 1. místo                    | Výkon   | 2. místo             | Výkon   | 3. místo              | Výkon   |
| Běh na 100 m   | Gwen Torrenceová            | 11,03   | Irina Privalovová    | 11,09   | Juliet Cuthbertová    | 11,22   |
| Běh na 800 m   | Maria Mutolaová             | 1:57,35 | Ljubov Gurinová      | 1:59,07 | Světlana Mastěrkovová | 1:59,28 |
| Běh na 1 míli  | Ljubov Kremljovová          | 4:24,40 | Sonia O'Sullivanová  | 4:24,97 | Violeta Beclea        | 4:27,64 |
| Běh na 3000 m  | Sonia O'Sullivanová         | 8:38,12 | Yvonne Murrayová     | 8:41,99 | Alison Wyeth          | 8:47,96 |
| 400 m překážek | Sandra Farmerová-Patricková | 53,69   | Sally Gunnellová     | 53,82   | Kim Battenová         | 53,86   |
| Skok vysoký    | Stefka Kostadinovová        | 1,98 m  | Alina Astafeiová     | 1,91 m  | Hanne Hauglandová     | 1,91 m  |
| Trojskok       | Jolanda Čenová              | 14,39 m | Galina Čisťakovová   | 14,12 m | Irina Mušailovová     | 13,83 m |
| Vrh koulí      | Světlana Kriveljovová       | 19,61 m | Astrid Kumbernussová | 19,37 m | Vita Pavlyšová        | 19,22 m |